# Dolphin (Emulator)
Dolphin ist ein freier GameCube- und Wii-Emulator für Windows, Linux, MacOS und Android. Der Name entspricht dem während der Entwicklung durch Nintendo verwendeten Codenamen der GameCube-Konsole.

## Geschichte und weitere Einzelheiten
Dolphin war der erste GameCube- und Wii-Emulator, der kommerzielle Spiele emulieren konnte. Die allermeisten Spiele laufen mittlerweile problemlos, auch in höheren Auflösungen.
Am 13. Juli 2008 hat das Dolphin-Team den Quelltext freigegeben, seitdem werden täglich neue Versionen auf der Entwickler-Seite des Projektes veröffentlicht. Diese verbessern die Emulationskompatibilität und -geschwindigkeit drastisch, des Weiteren gibt es seitdem auch 64-Bit-Varianten für alle Betriebssysteme.
Am 12. April 2010 erschien Dolphin 2.0 als erste offizielle Veröffentlichung, seitdem das Projekt als freie Software entwickelt wird. Dolphin 3.0 erschien am 24. Juni 2011, 3.5 mit FreeBSD-Unterstützung am 25. Dezember 2012. Am 22. September 2013 erschien die Version 4.0. Neu waren eine noch in einer frühen Entwicklungsphase befindliche Version für Android, und die Möglichkeit, den offiziellen Online-Modus der Wii Nintendo Wi-Fi Connection zu nutzen. Kurz darauf folgten mit der Version 4.0.1 und 4.0.2 wichtige Bugfixes. Am 25. Juni 2016 erschien Version 5.0, bei der die Emulationsgenauigkeit und -geschwindigkeit weiter verbessert wurde.
Das Projekt wird rege weiterentwickelt. Es existieren sogenannte Nightly Builds mit dem aktuellen Entwicklungsfortschritt.
Im März 2014 konnte die Emulationsqualität deutlich gesteigert werden, weil Probleme mit der Integer-Berechnung der GPU behoben wurden. Im Mai 2014 wurde die Unterstützung für den x86-Prozessor (32 Bit) in den Nightly Builds entfernt. Gründe waren, dass heute beinahe jeder moderne Prozessor 64-Bit-fähig ist, Windows XP ohnehin nicht mehr unterstützt wird, die 32-Bit-Versionen schlechter liefen und der Entwicklungsaufwand deutlich reduziert werden konnte. Im Februar 2015 wurde eine Möglichkeit bekannt gegeben, Spiele mit 60 FPS laufen zu lassen, die eigentlich nur für 30 fps ausgelegt sind.
Mitte 2017 wurde das Problem der Shader-Kompilierung gelöst. Außerdem wurden Online Funktionen wie die allumfängliche Nutzung des Wii Shop Kanals implementiert. Dies ermöglicht den Kauf von Spielen über den offiziellen Shop von Nintendo sowie das nochmalige Herunterladen von auf der Konsole erworbenen Inhalten.
Seit 2018 verfügt Dolphin über automatische Updates und die Integration in Discord.
2019 wurde die Emulation von Wii MotionPlus hinzugefügt, was die für die Wii typische Bewegungssteuerung ermöglicht, ohne dabei offizielle Hardware wie die Wii Remote nutzen zu müssen.
Netplay ist eine Funktion im Dolphin Emulator, die es erlaubt GameCube und Wii Spiele online spielen zu können. Um Online mit seinen Freunden spielen zu können, müssen alle Teilnehmer die gleiche Iso oder wbfs haben, wobei der individuelle Speicherstand irrelevant ist. Nur die Sprachausgabe des Spieles und dass alle Spieler keine Hacks oder Mods aktiviert haben, ist ausschlaggebend. Sollte dies der Fall sein, müssen alle Einstellungen identisch sein. Dabei wird das Spiel auf dem Bildschirm jedes Spielers gleichartig angezeigt, als hätte man an einer Konsole mehrere Controller angeschlossen.

## Varianten
Dolphin Triforce
Eine Version von Dolphin um das Triforce Arcade System zu emulieren. Dieses System war bei dem Dolphin Team ursprünglich in Entwicklung wurde aber schließlich nicht weiter entwickelt, nachdem sich die Entwicklungsprioritäten verschoben hatten.
Dolphin VR
Dolphin VR ist ein Drittanbieter-Projekt mit dem Ziel es dem Dolphin Emulator zu ermöglichen Spiele in Virtual Reality wiederzugeben. HTC Vive und Oculus Rift werden von Dolphin VR unterstützt.
Der Quellcode steht auf GitHub zur Verfügung.
DolphiniOS
DolphiniOS ist ein Drittanbieter-Projekt von Dolphin für Apple iOS. Ein iOS-Gerät mit Jailbreak und Cydia werden dazu benötigt.
Der Quellcode steht auf GitHub zur Verfügung.
Ishiiruka
Als Reaktion auf die Entfernung der DirectX-9-Unterstützung hat der Dolphin-Entwickler Tino am 18. Oktober 2013 eine inoffizielle Abspaltung der Software namens Ishiiruka erstellt. Der Name ist japanisch für Weißflankenschweinswal.
Obwohl der Schwerpunkt auf Windows mit DirectX-9- und 11-Unterstützung liegt, gibt es auch Linux-Versionen.
Die Version versucht, in Dolphin vorhandene Leistungsprobleme wie Mikrostottern aufgrund der Shader-Kompilierung zu beheben.
PrimeHack
PrimeHack ist eine von shiiion erstellte Version von Dolphin, die geändert wurde, um die Metroid Prime Trilogie auf einem PC mit Tastatur- und Maussteuerung zu spielen. Es gibt zwei Varianten von PrimeHack – eine basiert auf Ishiiruka, die andere auf Dolphin. Letzteres steht ab Oktober 2019 im Mittelpunkt der Entwicklung.
Der Quellcode steht auf Github zur Verfügung.